# Horst Koschka
Horst Koschka (n. 8 septembrie 1943, Altenberg, Saxonia, Germania Nazistă) este un biatlonist ce a reprezentat Republica Democrată Germană, medaliat olimpic. A participat la 2 ediții ale Jocurilor Olimpice (1968, 1972) în care a câștigat o medalie de bronz.